# Anne Conwayová
Anne Conwayová, narozená jako Anne Finchová (14. prosince 1631 – 18. února 1679), byla anglická raně novověká filosofka. Ve své filosofii vycházela z Platona a Plotína, kriticky se vyrovnávala s Descartem a Spinozou, ale také zkombinovala své filosofické postoje i s luriánskou kabalou a kvakerstvím.

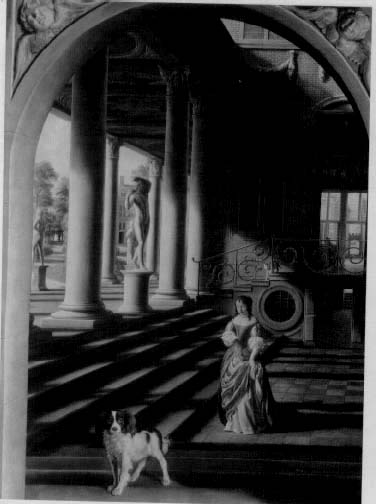
Lady Conwayová ve svém domě se psem.

## Život
Narodila se roku 1631, týden po smrti svého otce, sira Heneaga Fincha, předsedy Dolní sněmovny. Vzdělávala se domácím studiem, přičemž vynikala svými schopnostmi. Jinou možnost koneckonců ani neměla, protože v té době ještě ženy na univerzitu nemohly. Díky jednomu ze svých bratrů si začala dopisovat s Henry Morem o Descartově filosofii. Ten se postupně stal jejím učitelem a partnerem ve filosofickém dialogu. V roce 1651 se provdala za Edwarda Conwaye.
Celý život trpěla obrovskými migrénami, což byl další ze zdrojů jejího uvažování. Bolesti ji sužovaly do té míry, že byla ochotna pro jejich zastavení podstoupit téměř vše, včetně trepanace lebky. Bohužel jí žádná léčba nepomohla a tak otázka teodiceii, tedy pokus smířit existenci dobrotivého Boha s utrpením a zlem světa měla pro ni ústřední a velmi osobní význam.

## Filosofické postoje
Jak již bylo řečeno, ve svém pojetí filosofie byla Anne Conwayová ovlivněna nejen samotnými filosofy, ale i školou kabalistického myšlení, již založil Jicchak Luria. Kromě toho konvertovala ke kvakerství, které bylo v její době obecně neoblíbené a obávané. Filosoficky Conwayová hlásala spirituální monizmus: svět vznikl jako spirituální emanace, avšak prošel rozkladem (prvotním hříchem) a převzal materiální vlastnosti. Duchovní a hmotné jsou jen dvě formy téže substance, která se jednou navrátí do čistě duchovního stavu. Její teodicea tak spočívalo v prohlášení, že vše na světě, od nejhrubší hmoty po člověka, je schopno zlepšení a na závěr také bude povzneseno na úroveň andělů. Ve své filosofii začala díky kabale používat pojmu monáda, čímž jakoby částečně předjímala Leibnize.
| „ | ...Je-li skutečná hmota rozdělena tak, že se rozptyluje do fyzických monád, jako tomu bylo v prvním stadiu jejího vzniku, pak je připravena pokračovat v činnosti a stát se duchem, stejně jako se děje s naší potravou. | “ |

Vzhledem k jejímu velmi konkrétnímu fyzickému celoživotnímu utrpení je její filosofie nejen intelektuálním výkonem, ale také příkladem snahy o duchovní útěchu, srovnatelnou v tomto smyslu například s Boëthiovým předsmrtným filosofickým dílem Útěcha z filosofie.

## Dílo
Jediné dílo Anne Conwayové vyšlo poprvé až posmrtně v latinském překladu v roce 1690 a nese název:

- Principy nejstarší a moderní filozofie (The Principles of the Most Ancient and Modern Philosophy)

Knižně vyšel také soubor její korespondence s Henry Morem: 

- The Conway Letters